# Hyperacanthus grevei
Hyperacanthus grevei är en måreväxtart som beskrevs av Franck Rakotonasolo och Aaron Paul Davis. Hyperacanthus grevei ingår i släktet Hyperacanthus och familjen måreväxter.
Artens utbredningsområde är Madagaskar. Inga underarter finns listade i Catalogue of Life.